# Resolución 1557 del Consejo de Seguridad de las Naciones Unidas
La resolución 1557 del Consejo de Seguridad de las Naciones Unidas, adoptada por unanimidad el 12 de agosto de 2004, tras reafirmar resoluciones anteriores sobre el Iraq, en particular las resoluciones 1500 (2003) y 1546 (2004), el Consejo prorrogó el mandato de la Misión de Asistencia de las Naciones Unidas para el Iraq (UNAMI) por un nuevo período de doce meses.  La resolución fue redactada por el Reino Unido y los Estados Unidos. 
El Consejo de Seguridad reafirmó la soberanía y la integridad territorial del Iraq y el papel de las Naciones Unidas en el país. Acogió con satisfacción el nombramiento de un Representante Especial del Secretario General, Ashraf Qazi, por el Secretario General Kofi Annan . Al prorrogar el mandato de la UNAMI por doce meses más, el Consejo declaró su intención de revisar su mandato si el Gobierno iraquí así lo solicitaba.